# Анатомия страсти (сезон 6)
Шестой сезон американской телевизионной медицинской драмы «Анатомия страсти» вышел в эфир в четверг, 24 сентября 2009 года. В первом эпизоде сезона завершается сюжетная линия О’Мэлли, и Т. Р. Найт покидает сериал. Между тем Кэпшоу становится регулярным актёром сериала. Сезон был примечателен тем, что появилось несколько новых персонажей: Адамсон (Нора Зехетнер), Эйвери (Джесси Уильямс), Кэпнер (Сара Дрю) и Перси (Роберт Бейкер). 12 ноября 2009 года Ким Рейвер, ранее игравшая главную роль в сериале телеканала NBC «Помадные джунгли», присоединилась к сериалу в качестве повторяющегося персонажа, кардиохирурга Тедди Альтман. 4 января 2010 года было объявлено что она была повышена до статуса регулярного актёра. Между тем, Хайгл покинула сериал во второй половине сезона. Её последнее появление было в 12 эпизоде сезона.

## Сюжет
Сюжет сезона был в первую очередь сосредоточен на смерти О’Мэлли, алкоголизме Уэббера и последующем становлении Шеппарда временным начальником хирургии, а также распаде брака Стивенс с Каревым. В финале сезона больницу захватил муж скончавшейся в ней пациентки, который совершил массовое убийство нескольких врачей, по пути к своей цели — Лекси, Шеппарду, и Уэбберу, которые занимались лечением его жены. Финал завершился клиффхэнгером, главной загадкой которого, выживут ли Карев и Шеппард, после того как в них были совершены выстрелы.

## Актёры и персонажи
- Эллен Помпео — Мередит Грей
- Сандра О — Кристина Янг
- Кэтрин Хайгл — Иззи Стивенс
- Джастин Чэмберс — Алекс Карев
- Чандра Уилсон — Миранда Бейли
- Джеймс Пикенс мл. — Ричард Веббер
- Сара Рамирес — Кэлли Торрес
- Эрик Дэйн — Марк Слоан
- Кайлер Ли — Лекси Грей
- Кевин Маккид — Оуэн Хант
- Джессика Кэпшоу — Аризона Роббинс
- Ким Рейвер — Тедди Альтман
- Патрик Демпси — Дерек Шепард

## Эпизоды
| № общий | № в сезоне | Название                                                                 | Режиссёр            | Автор сценария            | Дата премьеры    | Зрители в США (млн) |
| --- | ---------- | ------------------------------------------------------------------------ | ------------------- | ------------------------- | ---------------- | ------------------- |
| 103 | 1          | «Good Mourning» «Недоброе утро»                                          | Эд Орнелас          | Криста Вернофф            | 24 сентября 2009 | 17,03               |
| Работники больницы Сиэтл Грейс узнают о трагической смерти Джорджа. Каждый из них находит свой способ пережить это горе. В больницу приезжает мама Джорджа. Она должна принять тяжёлое решение о том, что делать с органами умершего сына. |            |                                                                          |                     |                           |                  |                     |
| 104 | 2          | «Goodbye» «Прощай»                                                       | Билл Д'Элия         | Криста Вернофф            | 24 сентября 2009 | 17,03               |
| Несмотря на то, что после смерти Джорджа прошло какое-то время, врачи продолжают скорбеть о своем коллеге. Каждый по-своему пытается отвлечься от грустных мыслей. Мередит и Дерек, похоже, решили выполнять свои супружеские обещания где только можно, а Кристина и Оуэн получили временный запрет на секс от доктора Уайтт. |            |                                                                          |                     |                           |                  |                     |
| 105 | 3          | «I Always Feel Like Somebody's Watchin' Me» «Кажется, за мной наблюдают» | Майкл Прессман      | Тони Филан и Джоан Рэтер  | 1 октября 2009   | 15,69               |
| Иззи возвращается на работу после случая, когда она чуть не умерла. Тем временем персонал больницы переживает насчет грядущих сокращений, о которых объявил шеф. Ординаторы Сиэтл Грейс пытаются сохранить свои рабочие места, а Кристина начинает работать в педиатрии вместе с Аризоной. И так сложный случай пациентки Бейли и Алекса осложняется из-за её сына-шизофреника. |            |                                                                          |                     |                           |                  |                     |
| 106 | 4          | «Tainted Obligation» «Нарушенное обещание»                               | Том Верика          | Дженна Бэнс               | 8 октября 2009   | 14,13               |
| Тэтчер попадает в больницу. Ему нужна новая печень, и только Мередит может спасти ему жизнь. Тем временем Иззи сочувствует пациенту с многочисленными опухолями. Марку надоело то, с каким усердием работает Кристина, чтобы сохранить своё рабочее место, поэтому он уговаривает её ассистировать на необычной операции. |            |                                                                          |                     |                           |                  |                     |
| 107 | 5          | «Invasion» «Вторжение»                                                   | Тони Филан          | Марк Уайлдинг             | 15 октября 2009  | 13,79               |
| Произошло объединение Сиэтл Грейс и Мерси Вест, и ординаторы обеих больниц соперничают за каждую операцию, пытаясь спасти свои карьеры. Между тем, Аризона поддерживает Келли, когда её отец приводит священника, чтобы убедить свою дочь перестать встречаться с женщинами. |            |                                                                          |                     |                           |                  |                     |
| 108 | 6          | «I Saw what I Saw» «Я верю своим глазам»                                 | Эллисон Лидди-Браун | Уильям Харпер             | 22 октября 2009  | 15,06               |
| В отделении скорой помощи неожиданно умирает пациент, поступивший в больницу с ожогами. Шеф и член правления больницы Дженнингс устраивают ординаторам допрос, чтобы найти виновного в смерти пациента. Все ординаторы Мерси Вест и Сиэтл Грейс оправдывают свои действия и пытаются сохранить рабочие места. |            |                                                                          |                     |                           |                  |                     |
| 109 | 7          | «Give Peace A Chance» «Дай миру шанс»                                    | Чандра Уилсон       | Питер Новалк              | 29 октября 2009  | 13,74               |
| Когда работник лаборатории Айзек узнаёт, что у него неоперабельная опухоль, которая окутала его позвоночник, он просит Дерека о помощи. Между тем, Ричард запрещает проводить такую опасную операцию, но Дерек готов поспорить с его властью. |            |                                                                          |                     |                           |                  |                     |
| 110 | 8          | «Invest In Love» «Отдавайте любовь»                                      | Джессика Ю          | Стейси МакКи              | 5 ноября 2009    | 13,95               |
| Родители маленького пациента Аризоны готовы пожертвовать больнице Сиэтл Грейс большую сумму денег. Но когда состояние её пациента ухудшается, Аризона мечется между больницей и пациентом. Между тем Кристина выясняет отношения с Оуэном. |            |                                                                          |                     |                           |                  |                     |
| 111 | 9          | «New History» «Другая история»                                           | Роб Корн            | Аллан Хейнберг            | 12 ноября 2009   | 14,87               |
| Оуэн нанимает на работу свою коллегу, ветерана войны в Ираке доктора Тедди Алтман, на должность нового кардиохирурга. Иззи возвращается в Сиэтл Грейс со своим бывшим школьным учителем, страдающим слабоумием. |            |                                                                          |                     |                           |                  |                     |
| 112 | 10         | «Holidaze» «Праздники»                                                   | Роберт Берлингер    | Криста Вернофф            | 19 ноября 2009   | 14,07               |
| Праздники наступают и заканчиваются. К Миранде приезжает её отец Уильям, который не одобряет её жизненные решения. Марку и Лекси предстоит справиться с появлением женщины из его прошлого. Тэтчер Грей сомневается в правильности поведения шефа, а Мередит становится на его защиту. |            |                                                                          |                     |                           |                  |                     |
| 113 | 11         | «Blink» «В один миг»                                                     | Рэнди Зиск          | Дебора Кан                | 14 января 2010   | 12,78               |
| Марк просит Эддисон приехать в Сиэтл для проведения серьёзной операции его беременной дочери. Между тем Оуэн пытается выяснить у Тедди, почему она назначила Кристину главной на сложной операции. Подозрения Дерека растут, когда Шеф просит Мередит ассистировать ему на важной операции. |            |                                                                          |                     |                           |                  |                     |
| 114 | 12         | «I Like You So Much Better When You're Naked» «Ты мне очень нравишься»   | Донна Дейч          | Тини Филан и Джоан Рэтер  | 21 января 2010   | 12,70               |
| Узнав об алкоголизме Ричарда, Дерек вызывает его на серьёзный разговор в попытке помочь своему другу и оказать услугу больнице. Иззи возвращается, чтобы помириться с Алексом. Конфликт между Тедди, Кристиной и Оуэном обостряется |            |                                                                          |                     |                           |                  |                     |
| 115 | 13         | «State of Love and Trust» «Любовь и доверие»                             | Жанно Шварц         | Стейси МакКи              | 4 февраля 2010   | 12,55               |
| Дерека назначили временным шефом больницы, и в первый же день на новой должности он сталкивается с возможным иском против больницы: пациент Мередит и Бейли просыпается прямо во время операции. Тедди отказывается работать с Кристиной, Алекс продолжает работать вместе с Аризоной в педиатрии. Марк избегает разговора с Лекси, которая до сих пор тяжело переживает их разрыв. |            |                                                                          |                     |                           |                  |                     |
| 116 | 14         | «Valentine's Day Massacre» «Валентинов день»                             | Стефан Крэг         | Уильям Харпер             | 11 февраля 2010  | 12,74               |
| В День Святого Валентина в больницу Сиэтл Грейс поступили десятки раненных, в одном из самых романтичных ресторанов города обрушилась крыша. Мередит привыкает к своим новым обязанностям жены главы хирургии, а Дерек — к насыщенному расписанию. Марк и Келли пытаются убедить Слоан сделать так, как будет лучше для её ребёнка. |            |                                                                          |                     |                           |                  |                     |
| 117 | 15         | «Time Warp» «Провал во времени»                                          | Роб Корн            | Зоанн Клак                | 18 февраля 2010  | 10,27               |
| Дерек возобновляет чтение лекций в больнице. Ричард, Бейли и Келли рассказывают коллегам о самых интересных хирургических случаях в своей практике. Бейли вспоминает времена, когда она была в самом начале своей карьеры. Келли вспоминает больного полиомиелитом, а Ричард — дело, на котором он работал вместе с Эллис Грей. Они лечили пациента с диагнозом GRID, который позже получил название СПИД. |            |                                                                          |                     |                           |                  |                     |
| 118 | 16         | «Perfect Little Accident» «Счастливая случайность»                       | Билл Д'Элия         | Питер Новалк              | 4 марта 2010     | 11,83               |
| Когда известного хирурга доктора Харпера Эйвери госпитализируют, все врачи очень удивлены тем, что один из них — родственник легенды медицины. Его необычная просьба насчет предстоящей операции вызывает очередную ссору между Дереком и Ричардом. Келли и Аризона помогают Тедди и Марку забыть о своем прошлом и жить дальше. |            |                                                                          |                     |                           |                  |                     |
| 119 | 17         | «Push» «Толчок»                                                          | Чандра Уилсон       | Дебора Кан                | 11 марта 2010    | 10,94               |
| В больницу Сиэтл Грейс поступает пациент, которому необходима чрезвычайно сложная операция. Ричард в ярости, когда Дерек поручает провести её Оуэну. Тем временем Бейли нервно готовится к ещё одному свиданию с Беном. |            |                                                                          |                     |                           |                  |                     |
| 120 | 18         | «Suicide is Painless» «Самоубийство - это не больно»                     | Жанно Шварц         | Тони Филан и Джоан Рэтер  | 25 марта 2010    | 11,57               |
| Когда пациентка Тедди просит прекратить лечение и дать ей умереть, она обращается за помощью к Ханту. Эта ситуация вызывает у Ханта воспоминания о его жизни на войне в Ираке и отношениях с Тедди. А в это время Келли и Аризона расходятся во мнениях насчет своего будущего. Ричард привыкает к должности обычного хирурга. |            |                                                                          |                     |                           |                  |                     |
| 121 | 19         | «Sympathy for the Parents» «Сочувствие родителям»                        | Дебби Аллен         | Аллан Хейнберг            | 1 апреля 2010    | 9,87                |
| Младшего брата Алекса, Аарона, госпитализируют в больницу Сиэтл Грейс-Мерси Вест с грыжей. Алекс должен получить разрешение Бейли, чтобы провести эту операцию за счёт больницы. Но все ещё больше усложняется, когда Аарон рассказывает, что Алекс ни разу не связывался со своей семьей после переезда в Сиэтл. Подробности своего прошлого, которые Алексу так долго удавалось держать в секрете, становятся известны его друзьям и коллегам. |            |                                                                          |                     |                           |                  |                     |
| 122 | 20         | «Hook, Line and Sinner» «Крюк, леска и грешник»                          | Тони Филан          | Мэг Маринис               | 29 апреля 2010   | 10,47               |
| Слоан неожиданно приезжает к Марку домой — у неё начались схватки. Тедди, Марк и все ещё ругающиеся Келли и Аризона помогают Слоан родить ребёнка, а Марку — пройти процедуру усыновления собственного внука. Тедди узнаёт, что Дерек пригласил в больницу известного кардиоторакального хирурга Тома Эванса. Она считает, что это — угроза её дальнейшей работе в Сиэтл Грейс. А в это время команда врачей спасает жизнь капитану краболовного судна, который серьёзно ранен огромным крюком для ловли акул. |            |                                                                          |                     |                           |                  |                     |
| 123 | 21         | «How Insensitive» «Толстокожие»                                          | Том Верика          | Уильям Харпер             | 6 мая 2010       | 11,03               |
| Бейли заставляет своих учеников вспомнить об уроках сочувствия и готовит их к тому, что в больницу везут пациента, весом 302 кг, с многочисленными проблемами со здоровьем. Это дело станет для всех настоящим испытанием. Дереку приходится разбираться с претензиями мужа бывшей пациентки больницы, а Кристине — проводить время с дочерью пациентки отделения кардиохирургии. Из-за их общения старые раны Кристины напомнят о себе. |            |                                                                          |                     |                           |                  |                     |
| 124 | 22         | «Shiny Happy People» «Счастливые люди»                                   | Эд Орнелас          | Зоанн Клак и Питер Новалк | 13 мая 2010      | 11,05               |
| Пожилой пациент был доставлен в отделение скорой помощи из-за проблем с сердцем. Там он неожиданно встречает свою первую любовь, которую доставили в больницу по «скорой» с переломом руки. Их история любви привлекла внимание персонала больницы Сиэтл Грейс. А в это время Карев лечит свою пациентку, проблемную девушку-подростка. Родители привезли свою дочь в больницу для лечения шизофрении. Мередит не выдерживает и решается рассказать Кристине о своих подозрениях насчет Оуэна. Естественно, это не могло не повлиять на саму Кристину. |            |                                                                          |                     |                           |                  |                     |
| 125 | 23         | «Sanctuary» «Святилище»                                                  | Стефен Крэг         | Шонда Раймс               | 20 мая 2010      | 13,93               |
| Мередит узнаёт, что беременна, и собирается сказать Дереку. В больницу с пистолетом приходит Гэри Кларк - муж пациентки, которую Лекси, Шепард и Веббер отключили от аппарата жизнеобеспечения из-за смерти мозга. Он совершает массовое убийство Рид Адамсон и других мед. работников. Он серьезно ранит Чарльза Перси и Алекса так, что тот чуть не истекает кровью в лифте, но его находят Марк и Лекси. Кэпнер находит Адамсон мёртвую в кладовке и сообщает Дереку, и тот объявляет изоляцию больницы и вызывает полицию. Но стрелок всё-таки добирается до Дерека. Дерек убеждает Кларка опустить пистолет, но выбегает Эйприл, и Кларк стреляет Дереку в грудь на глазах у Мередит и Кристины. |            |                                                                          |                     |                           |                  |                     |
| 126 | 24         | «Death and All His Friends» «Смерть и те, кто с ней рядом»               | Роб Корн            | Шонда Раймс               | 20 мая 2010      | 16,13               |
| Кларк уходит, оставляя Дерека истекать кровью. Мередит пытается ему помочь. Кларк находит Лекси, которая везет донорскую кровь и лекарства для Алекса, но снайпер спецназа вовремя её спасает, стреляя Кларку в плечо, и Лекси привозит лекарства и кровь для Алекса и пытается спасти его. Оуэн сбегает от полисменов и идёт искать Кристину. Кристине приходится оперировать Дерека под дулом пистолета. Оуэн находит Кристину и стрелка, но ничем не может ей помочь. Ради спасения Дерека Мередит готова пожертвовать собой и просит Кларка застрелить её и оставить Дерека в покое. Оуэн бросается под пулю, Кристина отключает измеритель давления, и Дерек будто умирает, на мониторе идёт прямая линия, и Кларк уходит, а Кристина продолжает оперировать Дерека и просит Мередит спасти Оуэна. Перси истекает кровью на руках у Бейли. Мередит обследует раненое плечо Оуэна, и у неё происходит выкидыш, но она продолжает обследовать и вытаскивать пулю из плеча Оуэна. Ричард находит Кларка и убеждает его застрелиться самому. Лекси навещает Алекса, который ещё не очнулся после операции на сердце. У Дерека останавливается сердце, но Кристине и Джексону удается его завести. Мередит выбрасывает тест на беременность, и Кристина говорит, Дерек её зовет. |            |                                                                          |                     |                           |                  |                     |

## Выпуск на DVD
| Анатомия страсти: Полный шестой сезон — Чем больше, тем лучше                                                       | | | | | |
| Детали комплекта | Детали комплекта | Детали комплекта | Особенности | Особенности | Особенности |
| - 24 эпизода (1 расширенный) - Комплект из 6-ти дисков - Английский (Dolby Digital 5.1 Surround) - Аудиокомментарии | - 24 эпизода (1 расширенный) - Комплект из 6-ти дисков - Английский (Dolby Digital 5.1 Surround) - Аудиокомментарии | - 24 эпизода (1 расширенный) - Комплект из 6-ти дисков - Английский (Dolby Digital 5.1 Surround) - Аудиокомментарии | - Вскрытие «Анатомии страсти» — Невыпущенные сцены - Швы: Невыпущенные сцены шестого сезона - Чандра Уилсон: Анатомия Таланта - Сиэтл Грэйс: По вызову — 6 веб-эпизодов | - Вскрытие «Анатомии страсти» — Невыпущенные сцены - Швы: Невыпущенные сцены шестого сезона - Чандра Уилсон: Анатомия Таланта - Сиэтл Грэйс: По вызову — 6 веб-эпизодов | - Вскрытие «Анатомии страсти» — Невыпущенные сцены - Швы: Невыпущенные сцены шестого сезона - Чандра Уилсон: Анатомия Таланта - Сиэтл Грэйс: По вызову — 6 веб-эпизодов |
| Даты релиза | | | | | |
| Регион 1 | Регион 1 | Регион 2 | Регион 2 | Регион 4 | Регион 4 |
| 14 сентября 2010 | 14 сентября 2010 | 5 декабря 2011 | 5 декабря 2011 | 3 ноября 2010 | 3 ноября 2010 |